# Shontelle
Shontelle Layne (Barbados, 4. listopada 1985.) poznatija samo kao Shontelle, barbadoška je kantautorica.  Svoj debitantski album Shontelligence izdala u studenom 2008. godine te je s njega izdala tri singla. Njezin drugi album bio je izdan u rujnu 2010. Najavni singl za album naziva "Impossible" dosegnuo je trinaesto mjesto na Billboard Hot 100 listi.

## Životopis
Shontelle je rođena 4. listopada 1985. godine u Saint Jamesu na Barbadosu, od majke Beverley i oca Raymonda Layne. Ima dvije sestre, Rayanu i Rheau Layne. Od djetinjastva se bavila atletikom. Prijateljica je sa svojom sunarodnjakinjom, također pjevačicom, Rihannom.

## Karijera
Godine 2007. potpisala je ugovor s diskografskom kućom SRP Records te se preselila u Miami. Tamo je počela rad na debitantskom albumu, s pjevačem i producentom Akonom. Album je snimala šest mjeseci te ga je dovršila u svibnju 2008. Prvo je bilo objavljeno kako će album izaći u rujnu te godine, ali je kasnije pomjereno za studeni. 
Debitantski singl "T-Shirt", izdan u srpnju 2008., dosegao je trideset i šesto mjesto na Billboard Hot 100 listi. U Ujedinjenom Kraljevstvu pjesma je postigla veliki uspjeh tako što je ušla u top 10 singlova. U listopadu 2008. Shontelle je podržala kampanju Baracka Obame tako što je snimila video za pjesmu "Battle Cry". 
Debitantski album naziva Shontelligence objavljen je 18. studenog 2008. Dosegao je 115. mjesto na Billboard 200 listi albuma, prodavši samo 5.000 primjeraka u prvom tjednu. Album je dosegao dvadeset i peto mjesto na R&B/Hip-Hop listi albuma i treće mjesto na Heatseekers listi. Prodan je u 2.,000 primjeraka u prvih nekoliko mjeseci te je 10. ožujka 2009. objavljeno reizdanje albuma koje je prodano u 50.000 primjeraka u SAD-u. Album je bio mnogo uspješniji u Ujedinjenom Kraljevstvu, dospjevši do trideset i četvrtog mjesta.
Drugi singl naziva "Stuck With Each Other", na kojem gostuje Akon, je izdan u veljači 2009. u SAD-u, a u svibnju u Ujedinjenom Kraljevstvu. Pjesma se nalazi na reizdanju albuma Shontelligence, a korištena je kao promotivni singl za film Confessions of a Shopaholic. Pjesma je uspjeh doživjela jedino u Ujedinjenom Kraljevstvu, gdje je završila na dvadeset i trećem mjestu. Treći singl "Battle Cry" objavljen je u lipnju 2009. u SAD-u te u kolovozu u Ujedinjenom Kraljevstvu. Pjesma je tamo dosegla šezdeset i prvu poziciju.
Shontelle je do sada nastupala kao predgrupa za nekoliko izvođača. U Ujedinjenom Kraljevstvu se pridružila skupini New Kids On The Block na turneji u siječnju 2009. Nastupala je u sklopu Springroove Music Festivala gdje je održavala koncerte po Japanu. Zatim se tamo pridružila i pop pjevačici Beyonce na njezinoj turneji [[[I Am... Tour]] u svibnju i lipnju 2009. U kolovozu 2010. će kao predgrupa nastupati za pjevača Kevina Rudolfa na njegovoj turneji To The Sky Tour.
Krajem 2009. godine Shontelle je najavila kako će njezin drugi album biti izdan 2010. godine te će ju prikazati u novom izdanju. Pjesma "Licky (Under the Covers)" je izdana kao digitalni singl u studenom 2009., iako je spot za pjesmu izašao u siječnju 2010. Objavljeno je kako je to najavni singl za album, ali je izlazak singla otkazan. Pjesma "Impossible" je prvo objavljena kao digitalni singl u veljači 2010., ali je uspjeh počela doživljavati tek u svibnju. Debitirala u top 40 na Billboard Hot 100 listi te je dosegla trinaesto mjesto, što je njen najveći uspjeh do sada. Drugi singl će biti izdan u rujnu 2010., dok će album No Gravity izaći 14. rujna 2010.

## Privatni život
U ožujku 2010. Shontelle je potvrdila da je u vezi s kantautorom/modelom Stephom Jonesom, koji glumi u njezinom spotu za pjesmu "Impossible".

## Diskografija
- Shontelligence
- No Gravity